# Dorothy Hansine Andersen
Dorothy Hansine Andersen (ur. 15 maja 1901 w Asheville, zm. 3 marca 1963 w Nowym Jorku) – amerykańska pediatra i patolog.

## Życiorys
Urodziła się w Asheville (Karolina Północna), jako jedyne dziecko Hansa Petera Andersena, sekretarza YMCA oraz Mary Louise Mason. Ojciec Andersena zmarł w 1914 r., zostawiając ją samą wraz z wymagającą opieki chorą matką. Oboje przenieśli się do Saint Johnsbury (Vermont), gdzie jej matka Louise Andersen zmarła 6 lat później (1920). W wieku 19 lat Andersen, bez bliskich krewnych, stała się w pełni odpowiedzialna za własne wychowanie i wykształcenie. Andersen utrzymywała się wówczas sama finansowo, uczęszczając do Mount Holyoke College, studiując zoologię i chemię (B.A. w 1922 r.), a wkrótce potem podejmując studia na Johns Hopkins Medical School (M.D. w 1926 r.).

## Kariera
Prowadziła badania na temat mukowiscydozy. Odkrywczyni jednej z postaci glikogenozy – typu IV (choroby Andersen).